# Что ты делал на войне, папа?
«Что ты делал на войне, папа?» (англ. What Did You Do in the War, Daddy?) — кинокомедия DeLuxe Color 1966 года режиссёра Блейка Эдвардса по сценарию Уильяма Питера Блэтти для компании The Mirisch Company, снятая техникой Panavision. В главных ролях Джеймс Коберн и Дик Шон. Съёмки проходили на ранчо Лейк-Шервуд в Таузенд-Оукс, в 40 милях (64 км) к северо-западу от Голливуда. На месте бывшего коровьего пастбища дизайнер Фернандо Каррере построил «Сицилийскую деревню», которая добавила 800 000 долларов к и без того высокому бюджету постановки в 5,5 миллиона долларов.

## Сюжет
Во время вторжения союзников на Сицилию отряду американских солдат поручается захватить небольшой городок Валерно, но по прибытии они обнаруживают, что их ждал гарнизон итальянской армии во главе с капитаном Фаусто Оппо (Серджо Фантони). Они охотно сдадутся и отдадутся под власть американцев при условии, что им будет разрешено провести футбольный матч и винный фестиваль.
Возникает романтика и легкомыслие, когда легкомысленный лейтенант Кристиан (Джеймс Коберн) уговаривает упрямого и строгого капитана Кэша (Дик Шон) согласиться с желаниями местных жителей. Кристиан убеждает Кэша послать в штаб сообщение о том, что они столкнулись с сопротивлением. Во время воздушной разведки города немцы принимают фестиваль за нападение. Ближайшему немецкому танковому подразделению приказано прийти на помощь итальянцам, но американцы случайно побеждают всех.

## В ролях
- Джеймс Коберн — лейтенант Джоди Кристиан
- Дик Шон[англ.] — капитан Лайонел Кэш
- Серджо Фантони[англ.] — капитан Фаусто Оппо
- Джованна Ралли — Джина Романо
- Альдо Рэй[англ.] — сержант Риццо
- Гарри Морган — майор Потт
- Кэрролл О’Коннор — генерал Макс Болт
- Леон Аскин[англ.] — полковник Касторп
- Рико Каттани — Бенедетто (Генри Рико Каттани)
- Джей Новелло[англ.] — майор Джузеппе Романо
- Ральф Манза[англ.] — официант
- Вито Скотти[англ.] — Фредерико
- Джонни Севен[англ.] — Витторио
- Арт Льюис — Нидлман
- Уильям Брайант[англ.] — Миноу
- Курт Кройгер — немецкий капитан

## Производство
Название фильма пришло к Эдвардсу, когда ему задал вопрос его сын Джеффри. Поскольку в то время у Эдвардса были проблемы в браке, он не хотел покидать Соединённые Штаты, поэтому компания Mirisch Productions согласилась снимать фильм в Лейк-Шервуде, Калифорния, за 5 миллионов долларов, включая строительство большой декорации итальянской деревеньки. В своём исследовании Эдвардса Майрон Мейзел заявил, что Коберн подражал манерам Блейка Эдвардса на протяжении всего фильма.
Этот фильм был первым из шести проектов Mirisch-Geoffrey Productions, созданных Эдвардсом и Mirisch Company. Был закончен только ещё один фильм, «Вечеринка».
Уильям Питер Блэтти напомнил, что он и Эдвардс изначально договорились сделать фильм мрачным и без элементов комедии в течение первых 20 минут. Эта идея была отвергнута, когда во время сцены, где капитан Кэш посещает компанию Чарли за едой, он протягивает руку, и один из работников солдатской столовой накладывает фасоль в руку капитана.

## Критика
Фильм собрал в прокате 2 650 000 долларов.
Согласно агрегатору рецензий Rotten Tomatoes, фильм имеет рейтинг одобрения 50 % на основе 12 рецензий со средней оценкой 5,80 из 10.

## Музыка
Музыка к фильму была написана Генри Манчини. В него вошли такие композиции как «Качели-марш» (The Swing March) и «В объятиях любви».